# Horst Hrubesch
Horst Hrubesch (Hamm, 17 april 1951) is een voormalig Duits voetballer en huidig bondscoach van het Duitse nationale vrouwenelftal. Hij speelde als aanvaller in de Bundesliga bij Rot-Weiss Essen, Hamburger SV en Borussia Dortmund en in de Belgische Eerste klasse bij Standard Luik en werd 21 maal geselecteerd voor het Duits voetbalelftal. Hrubesch was een kopbalspecialist en scoorde op die manier vele doelpunten. Zijn bijnaam was Das Kopfball-Ungeheuer (het kopbalmonster).

## Loopbaan

### Als speler
Hrubesch was een laatbloeier en kwam in 1975 op 24-jarige leeftijd als amateur bij Rot-Weiss Essen, dat op dat moment in de Bundesliga speelde, terecht. Hij speelde er 48 wedstrijden in de Bundesliga en maakte in totaal 38 doelpunten. Na de degradatie naar 2. Bundesliga in 1977 bleef Hrubesch er nog een seizoen voetballen en scoorde 41 keer voor de club.
Zowel Hamburger SV als Eintracht Frankfurt was zeer in hem geïnteresseerd en het was de voetbalclub uit Hamburg die hem aantrok. Hij speelde er in totaal vijf seizoenen onder de trainers Branko Zebec en Ernst Happel en vormde er een klasseploeg met onder andere Uli Stein, Kevin Keegan, Felix Magath en Manfred Kaltz. Deze laatste was de flankspeler die de voorzetten door middel van kromme ballen (de zogenaamde Bananenflanke) aan Hrubesch gaf. In 159 wedstrijden scoorde Hrubesch 97 maal en werd met Hamburg driemaal Duits kampioen, verloor de finale van de UEFA Cup 1981/82 tegen IFK Göteborg en won de finale van de Europacup I 1982/83 tegen Juventus Turijn. In het seizoen 1981/82 was Hrubesch topschutter in de Bundesliga met 27 doelpunten.
In de periode dat Hrubesch bij Hamburg speelde werd hij voor de eerste keer opgeroepen voor het Duits voetbalelftal als vervanger van Klaus Fischer die zijn been gebroken had. Met de ploeg deed Hrubesch mee aan het Europees kampioenschap voetbal 1980 in Italië en werd Europees kampioen na 2-1 winst in de finalewedstrijd tegen België. Hrubesch scoorde beide Duitse doelpunten. In 1982 speelde Hrubesch mee in het wereldkampioenschap voetbal maar verloor de finale tegen Italië met 3-1. Dit was de laatste wedstrijd van Hrubesch voor het nationale voetbalelftal; hij speelde in totaal 21 wedstrijden waarin hij zesmaal scoorde.
In 1983 ging Hrubesch naar de Belgische Eersteklasser Standard Luik, dat net landskampioen geworden was. In het eerste seizoen speelde hij 32 wedstrijden en scoorde hij vijftienmaal. In het tweede seizoen speelde hij door blessurelast 20 wedstrijden en scoorde hij achtmaal.
In 1985 keerde hij terug naar Duitsland en ging nog één seizoen aan de slag bij Borussia Dortmund. Door aanhoudende blessures speelde hij er zeventien wedstrijden en scoorde daarbij twee keer. Daarna zette hij een punt achter zijn voetbalcarrière op het hoogste niveau.
| Interlanddoelpunten | Interlanddoelpunten | Interlanddoelpunten | Interlanddoelpunten         | Interlanddoelpunten | Interlanddoelpunten | Interlanddoelpunten | Interlanddoelpunten |
| #                   | Datum               | Locatie             | Wedstrijd                   | Goal(s)             | Score               | Uitslag             | Soort               |
| ------------------- | ------------------- | ------------------- | --------------------------- | ------------------- | ------------------- | ------------------- | ------------------- |
| 1                   | 22/06/1980          | Rome                | België – West-Duitsland     | 9'                  | 0 – 1               | 1 – 2               | EK-finale           |
| 2                   | 22/06/1980          | Rome                | België – West-Duitsland     | 88'                 | 1 – 2               | 1 – 2               | EK-finale           |
| 3                   | 11/10/1980          | Eindhoven           | Nederland – West-Duitsland  | 35'                 | 0 – 1               | 1 – 1               | Oefenduel           |
| 4                   | 19/11/1980          | Hannover            | West-Duitsland – Frankrijk  | 62'                 | 3 – 1               | 4 – 1               | Oefenduel           |
| 5                   | 01/01/1981          | Montevideo          | West-Duitsland – Argentinië | 42'                 | 1 – 0               | 1 – 2               | Mundialito          |
| 6                   | 25/06/1982          | Vigo                | West-Duitsland – Oostenrijk | 10'                 | 1 – 0               | 1 – 0               | WK-eindronde        |

### Als trainer
In 1986 werd hij trainer bij Rot-Weiss Essen en eindigde als tiende in de 2. Bundesliga. Daarna was hij trainer bij enkele ploegen in de lagere Duitse afdelingen. Hrubesch was tussen 1994 en februari 1995 nog trainer bij Dynamo Dresden in de Bundesliga. Daar werd hij opgevolgd door Ralf Minge.
Vanaf 2000 ging Hrubesch voor de Duitse voetbalbond werken. Bij het Europees kampioenschap voetbal 2000 was hij assistent van bondscoach Erich Ribbeck en nadien werd Hrubesch de coach van de jeugdelftallen. Bij het Europees kampioenschap voetbal onder 19 - 2008 werd Hrubesch met Duitsland Europees kampioen tegen Italië na winst met 3-1 en bij het Europees kampioenschap voetbal onder 21 - 2009 werd hij met Duitsland eveneens Europees kampioen tegen Engeland na winst met 4-0.

## Erelijst
Hamburger SV
- Europacup I

1983
Europees kampioen 1980 met West Duitsland